# Colin McRae Rally 2.0
Colin McRae Rally 2.0 – symulator rajdowy stworzony przez Codemasters.

## Rozgrywka
Gra oferuje możliwość rywalizacji samochodami rajdowymi z sezonu 2000, ale również historycznymi. Gracz może przygotować samochód przed odcinkiem specjalnym poprzez zmianę opon, ustawień zawieszenia i skrzyni biegów oraz naprawy. Istnieje również tryb zręcznościowy, umożliwiający bezpośrednią rywalizację z komputerowymi przeciwnikami. Wśród dostępnych tras występuje m.in. Kenia, Finlandia, Wielka Brytania czy Włochy. W oryginalnej wersji językowej pilotem gracza jest Nicky Grist, a w polskiej Krzysztof Hołowczyc.

## Odbiór
Redaktor serwisu GRY-OnLine, Marcin Hajek, pozytywnie ocenił grę, przyznając jej 8 na 10 punktów. Dodatkowo gra uzyskała rekomendację serwisu.